# Antoine Alfred Agénor de Gramont

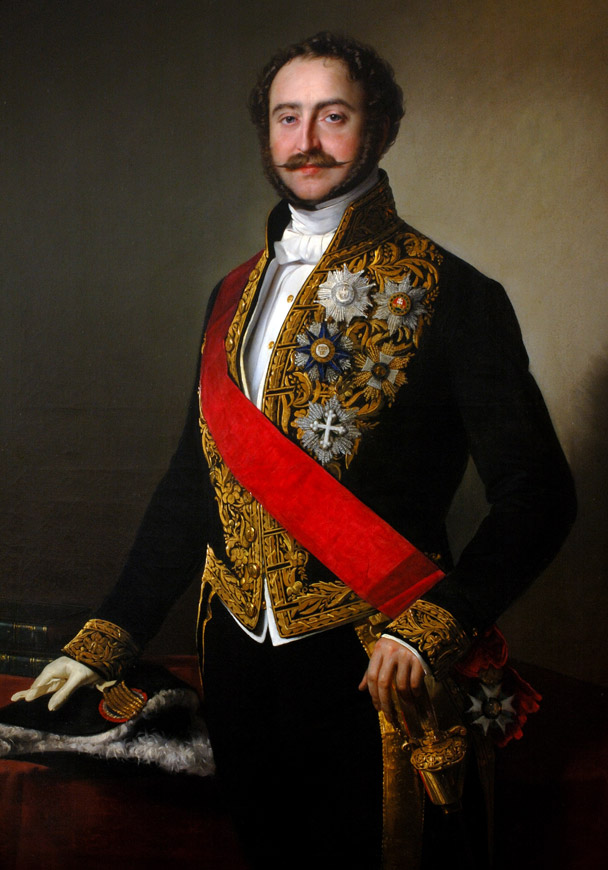
Antoine Alfred Agénor de Gramont.

Antoine Alfred Agénor hertog van Guiche, later: hertog van Gramont (Parijs, 14 augustus 1819 - aldaar, 17 januari 1880) was een Franse diplomaat, die in zijn laatste functie werkzaam was als ambassadeur. Als minister van Buitenlandse Zaken in de regering-Ollivier was hij in 1870 een belangrijke figuur in de aanloop naar de Frans-Duitse Oorlog.
- Bibliothèque nationale de France: cb124594384 (data)
- Gemeinsame Normdatei: 117553360
- International Standard Name Identifier: 0000 0001 1224 5492
- Library of Congress Control Number: n2004115533
- Base Léonore: LH//1185/22
- Nationale bibliotheek van Australië: 35049694
- Nationale Bibliotheek van Israël: 987007291133005171
- Nederlandse Thesaurus van Auteursnamen: 155588060
- LIBRIS: 313547
- Système universitaire de documentation: 067070094
- Trove: 811945
- Virtual International Authority File: 71488781
- WorldCat: E39PBJfx9FwGdTqtdvGYyP9Rrq